# Polde Hladnik
Polde Hladnik, slovenski zdravnik higienik, 9. november 1919, Žiri, † 19. december 1997, Koper.

## Življenje in delo
Rodil se je v družini učitelja Leopolda in gospodinje Kristine Hladnik rojene Soletti. Ljudsko šolo je obiskoval v Škofji Loki in Cerknici, šest razredov klasične gimnazije je končal v Zavodu svetega Stanislava v Šentvidu pri Ljubljani, zadnja dva razreda pa na klasični gimnaziji v Ljubljani, kjer je leta 1938 tudi maturiral, nato pa je na ljubljanski medicinski fakulteti končal šest semestrov medicine. V narodnoosvobodilni borbi je sodeloval od septembra 1944 do konca vojne kot sanitetni referent škofjeloškega odreda. Diplomiral je leta 1948 na Medicinski fakulteti v Ljubljani, specializacijo pa končal 1966. Po diplomi je stažiral v Ljubljani. Prvo službo pa je nastopil v Ilirski Bistrici, nato pa od konca leta 1949 dalje v Kopru. Najprej je bil nadzorni zdravnik socialnega zavarovanja za istrsko okrožje Cone B Svobodnega tržaškega ozemlja, istočasno pa štiri leta ambulantni zdravnik in sanitetni inšpektor (1949-1953). Leta 1953 je ustanovil obalni zdravstveni dom ter ga vodil do 1956. Leta 1957 pa je ustanovil in vodil do 1983 higienski zavod, ki je bil kasneje preimenovan v Zavod za socialno medicino in delo. Od 1958 je vodil tudi ambulanto za pomorščake. V letih 1953−1963 je bil predsednik istrske podružnice Slovenskega zdravniškega društva. Leta 1963 je bil izvoljen za poslanca zdravstvenega zbora   
Skupščine Socialistične republike Slovenije. Predaval je tudi na srednji pomorski in srednji medicinski šoli v Piranu. Objavil je vrsto člankov v Primorskem dnevniku in v Primorskih novicah ter  za dijake srednje pomorske šole napisal skripta Pomorska medicina. Za svoje delo je prejel več odlikovanj ter nagrado Jožeta Potrča.

## Odlikovanja
- red za hrabrost
- red republike z zlatim vencem
- red dela z zlatim vencem